# Amateur Daddy
Amateur Daddy è un film del 1932 diretto da John G. Blystone. 
La sceneggiatura si basa sul romanzo Scotch Valley di Mildred Cram, pubblicato a New York nel 1928 dopo essere apparso a puntate dal maggio all'ottobre 1927 su American Magazine.

## Produzione
Le riprese del film, prodotto dalla Fox Film Corporation con i titoli di produzione Scotch Valley e Bachelor Affairs, durarono dal 26 gennaio a fine febbraio 1932.
La Fox comperò i diritti del romanzo di Cram per cinquemila dollari; per il ruolo di Sally, vennero considerati i nomi di Helen Mack e di Janet Gaynor.

## Distribuzione
Il copyright del film, richiesto dalla Fox Film Corp., fu registrato il 16 marzo 1932 con il numero LP2946.
Distribuito dalla Fox Film Corporation, il film uscì nelle sale cinematografiche USA il 10 aprile 1932.